# Nicéphore Proteuon
Nicéphore Proteuon (en grec : Νικηφόρος ὁ Πρωτεύων) est un gouverneur byzantin et, brièvement, candidat à la succession de Constantin IX (1042-1055).

## Biographie
Nicéphore appartient à la famille des Proteuon, attesté à partir du Xe siècle. Il est gouverneur de la Bulgarie dans les dernières années du règne de Constantin IX,. Le titre exact qu'il occupe est inconnu et les sources ne le décrivent que comme « celui qui gouverne la Bulgarie ». Un tel poste est généralement détenu par un doux (duc) ou un catépan, qui sont des fonctions militaires. Néanmoins, si l'on suit l'hagiographie de Saint Lazare de Galèsion, il occuperait une fonction civile, ce qui serait confirmé par le fait qu'il est soutenu par des fonctionnaires civiles au sein de la cour impériale. Néanmoins, tous les autres membres connus de sa famille sont des militaires.
Alors que Constantin IX est mourant en janvier 1055, les eunuques de son gouvernement (Jean le logothète, Constantin le protonotaire du drome et Basile l’epi tou kanikleion) le convainquent de choisir Nicéphore comme successeur, pour barrer la voie à Théodora Porphyrogénète, dernière représentante de la dynastie macédonienne. Ils demandent urgemment à Nicéphore de rejoindre Constantinople mais leurs plans sont démasqués par les partisans de Théodora. Celle-ci quitte son monastère et rejoint le Grand Palais pour être couronnée impératrice, quelques heures avant la mort de Constantin le 11 janvier. Sur la route de la capitale, Nicéphore est arrêté à Thessalonique et exilé dans le thème des Thracésiens, où il est tonsuré et banni dans monastère de Kouzénas à Magnésie.
Plusieurs historiens, dont Jean-Claude Cheynet, ont identifié Nicéphore Proteuon au Nicéphore, fils de Proteuon, qui apparaît au chapitre 119 de l'hagiographie de Saint Lazare de Galèsion. Ce personnage aurait été juge (kritès) du thème des Thracésiens lorsqu'il rencontre ledit saint. Toutefois, le terme de proteuon pourrait ne pas se référer à un nom de famille mais à la fonction éponyme, équivalente à un bourreau. Il pourrait aussi s'agir de Nicéphore, fils d'Euthymios, mentionné aux chapitres 105 et 106, banni par Constantin IX avant d'être rappelé, comme l'aurait prédit le saint.